# Balthasar-Neumann-Schule 1
Die Balthasar-Neumann-Schule 1 ist eine gewerblich-technische Schule und Teil des gewerblichen Bildungszentrums in Bruchsal. Sie ist nach dem Barockbaumeister Balthasar Neumann benannt. Unter dem Dach der Balthasar-Neumann-Schule 1 befinden sich ein technisches Gymnasium, ein zweijähriges Berufskolleg, eine zweijährige Berufsfachschule (Elektrotechnik und Metalltechnik) und eine einjährige Berufsfachschule.

## Geschichte
Die Schule geht auf die 1835 eröffnete Gewerbeschule zurück, die am 1. Oktober 1912 ein eigenes Schulgebäude am bruchsaler Luisenplatz erhielt. Dieses Gebäude wurde durch einen Luftangriff im Zweiten Weltkrieg am 1. März 1945 zerstört. Im Folgejahr wurde der Unterricht in provisorischen Räumlichkeiten wieder aufgenommen. Im Jahre 1951 konnte der Neubau des Schulgebäudes an alter Stelle eingeweiht werden, die Schule erhielt den Namen Balthasar-Neumann-Schule. 1981 erfolgte der Umzug in ein neues Schulgebäude am heutigen Standort, dem gewerblichen Bildungszentrum.
1981 erfolgte der Umzug in ein neues Schulgebäude am heutigen Standort, dem gewerblichen Bildungszentrum. Zwei Jahre später wurde die Schule in Balthasar-Neumann-Schule 1 und Balthasar-Neumann-Schule 2 aufgeteilt.
Schulleiter ist seit 2020 Frank Heusch.

## Schularten

### Fachschule für Gebäudesystemtechnik
Im Jahr 2000 wurde der Unterricht in der Fachschule für Gebäudesystemtechnik aufgenommen. In dieser Schulart werden seither Techniker ausgebildet, die in der Planung und Konzeption großer Wohn- und Industriegebäude tätig sein können. In dieser Technikerschule werden die Gewerke Energie- und Gebäudeelektrik sowie Anlagenmechanik für Sanitär-, Heizungs- und Klimatechnik vereint.

### Technisches Gymnasium
Im Technischen Gymnasium (TG) werden in drei Klassen pro Jahrgang die Schwerpunkte Informationstechnik, Mechatronik und Gestaltungs- und Medientechnik unterrichtet. Der Schwerpunkt Umwelttechnik ist beantragt und genehmigt. Erstmals sollen im Jahr 2024 Schüler im Fach Umwelttechnik zum Abitur geführt werden. Die Schüler am TG erwerben die allgemeine Hochschulreife (das allgemeine Abitur). Es stehen ihnen somit sämtliche Studiengänge weltweit offen.

### Das Zweijährige Berufskolleg für Informations- und Kommunikationstechnik
Das 2 BKI richtet sich an junge Menschen, die ihre Mittlere Reife erworben und Spaß und Interesse an Computern haben. Im 2 BKI werden in vielfältigem Theorie- und Praxisunterricht die Grundlagen der Kommunikations-, der Programmier-, der Informationstechnik sowie der Elektronik erworben. Das 2 BK führt in zwei Jahren zu einem vollzeitschulischen Berufsabschluss. Die meisten Schüler erwerben parallel zum Berufsabschluss durch den Besuch von Zusatzunterricht in Deutsch und Mathematik die Fachhochschulreife. Ihnen stehen somit vielfältige Bildungsgänge an Hochschulen offen.

### Die Zweijährige Berufsfachschule
In der zweijährigen Berufsfachschule können die jungen Menschen sowohl in der Fachrichtung Metalltechnik als auch Elektrotechnik ihren mittleren Bildungsabschluss erwerben. Die 2 BFS richtet sich an technisch Interessierte, die sich mit der mittleren Reife ihre Chance auf eine Ausbildung im gewerblich-technischen Bereich verbessern wollen. Neben insgesamt 12–13 Stunden Fachunterricht (Theorie und Praxis) erhalten die Schüler Unterricht in den gängigen allgemein bildenden Fächern.

### Die Berufsschule
Als Partnerin in der dualen Berufsausbildung bildet die BNS 1 junge Menschen in 6 Berufsfeldern aus: Elektrotechnik, Metalltechnik, Sanitär-, Heizungs- und Klimatechnik, Gesundheit (Augenoptik), Holztechnik und Farbtechnik aus. Unterricht ist entweder an zwei festen Tagen die Woche oder im Block. Eine Besonderheit stellen die Landesbezirksfachklassen in der Augenoptik dar. Dort werden pro Jahrgang in 3 bis 4 Klassen Augenoptikauszubildende aus Nord- und Mittelbaden ausgebildet. Der Einzugsbereich erstreckt sich hierbei vom Odenwald bis nach Bühl. Eine weitere Besonderheit stellt die Bezirksfachklasse der Elektroniker für Gebäudeinfrastruktursysteme dar. Dort werden Schüler aus ganz Süddeutschland und teilweise aus Mitteldeutschland beschult.

### Die einjährige Berufsfachschule
In den Berufsfeldern Holztechnik, Farbtechnik, Metallbautechnik, SHK-Technik und im Elektrohandwerk wird an der BNS 1 die berufliche Grundstufe in der 1 BFS unterrichtet. Dort erhalten die Schüler an drei Schultagen berufsbezogenen Praxisunterricht, um anschließend in das zweite Lehrjahr eines Handwerksberufes einsteigen zu können. In aller Regel haben die jungen Menschen bereits in der 1 BFS ein Vorpraktikum und besuchen einen Tag pro Schulwoche ihren späteren Ausbildungsbetrieb zum Praktikum.